# Axe to Fall
Axe to Fall (с англ. — «Топор обрушится») — седьмой студийный альбом американской металкор-группы Converge, выпущенный 19 октября 2009 года лейблом Epitaph Records. Это самый совместный альбом группы с участием ряда приглашённых музыкантов, в том числе участников таких групп, как Cave In и Genghis Tron, а также Стива Вон Тилла из Neurosis, чей вокал в стиле Тома Уэйтса можно услышать в песне «Cruel Bloom». Продюсером альбома выступил гитарист группы Курт Баллу, а оформление было создано вокалистом Джейкобом Бэнноном.
Axe to Fall достиг 74-й строчки в Billboard 200 и был хорошо принят критиками, которые в целом назвали его своей самой доступной работой группы.

## Предыстория и запись
«В течение очень долгого времени мы хотели записать совместный альбом, в который мы могли бы привлечь людей, с которыми мы близки или дружим как в музыкальном, так и в социальном плане. Теперь мы это сделали, и получилось довольно гладко. Axe to Fall не похож на большой рок-альбом, где выступают приглашённые вокалисты и на них падает свет прожекторов. Это гораздо более сложный альбом. Он гораздо более утончённый».
Converge начали сочинять материал для Axe to Fall в ноябре 2008 года. Поскольку Джейкоб Бэннон, Курт Баллу и Нейт Ньютон жили в Бостоне на расстоянии полумили друг от друга, а Бен Коллер — в паре часов езды в Бруклине, группа могла репетировать неделями. Хотя большинство песен были созданы на основе гитарных или басовых риффов Баллу или Ньютона, все участники в равной степени участвовали в процессе написания, и каждый предлагал разные песни. Бэннон написал несколько песен для Axe to Fall, но они были отменены, потому что были медленнее остальных и не соответствовали энергетике альбома.
После короткого тура в марте 2009 года совместно с такими группами, как Ceremony, Coliseum, Pulling Teeth, Rise and Fall, Converge отправились в студию, чтобы начать запись в мае 2009 года. Во время тура группа дебютировала с новым материалом вживую. Как и в случае с несколькими их предыдущими альбомами, Axe to Fall был спродюсирован гитаристом Куртом Баллу в его студии GodCity в Массачусетсе. На протяжении всего процесса записи группа информировала своих поклонников через Twitter о своих успехах в студии.
Во время записи Converge пытались проявить себя в творческом плане как артисты. Баллу заявил, что с каждым новым альбомом Converge он «всегда хочет создавать новые впечатления от прослушивания», и продолжил придерживаться концепции «продвигать себя вперёд и не повторяться». Бэннон также заявил: «Мы ценим наши прошлые альбомы, но мы очень хотим двигаться вперёд, бросать вызов самим себе в музыкальном плане и выражать себя эмоционально». Бэннон отметил, что, по его мнению, главным художественным отличием Axe to Fall от предыдущих альбомов было большое количество приглашённых музыкантов, в число которых входили, в частности, различные участники Cave In, Neurosis и Genghis Tron. У большинства приглашённых музыкантов до записи уже были отношения с одним или несколькими участниками Converge, или они «каким-то образом вызывали восхищение». Ранее Converge в течение нескольких лет обдумывали идею создания совместного альбома со многими приглашёнными артистами, но чувствовали, что «время для его реализации ещё не пришло». Бэннон заявил, что работать с несколькими разными артистами было сложно и что группа к этому не привыкла, но конечный продукт получился «чрезвычайно сконцентрированным альбомом».
Хотя официально запись альбома началась только в ноябре 2008 года, работа над некоторыми песнями альбома Axe to Fall началась четырьмя-пятью годами ранее. В 2004 году Converge сотрудничали с Cave In и записали несколько песен вместе. Сессии, получившие название «Verge In», так и не были выпущены, и проект позже распался. Инструментальные партии, которые Cave In внесли в песню «Effigy», были взяты из оригинальных записей 2004 года. Converge использовали те музыкальные партии, которые они внесли в проект, чтобы создать основу для того, что впоследствии станет «Cruel Bloom» и «Wretched World». Продюсируя их альбом Board Up the House, Баллу записал для Genghis Tron демо-микс «Wretched World», чтобы продемонстрировать свои таланты. По словам Баллу, Genghis Tron «украсили её и создали совершенно новую мелодическую структуру поверх песни, которую мы бы никогда не придумали». Брэд Фикейзен из The Red Chord также позже добавил свою партию ударных к «Wretched World». Бо́льшая часть песни «Plagues» из No Heroes также была написана во время сессий «Verge In». С выходом Axe to Fall всё, что Converge внесли в работу над выше упомянутыми сессиями, наконец-то было выпущено в том или ином виде.

## Композиция и стиль
«Каждый раз, когда кто-то пишет песню, у вас становится на одну вещь меньше возможностей оставаться оригинальным. Сегодня вы не можете прийти и написать „Iron Man“. Все тяжёлые и простые риффы уже заняты. Итак, ты должен найти новые риффы, и чем больше их будет занято, тем меньше останется свободных мест».
С Axe to Fall Converge развили свою музыку в более прогрессивном направлении. Баллу отметил, что барабанщик Бен Коллер в последние несколько лет часто слушал прогрессивный рок и пытался дополнить это звучание игрой на гитаре. Далее он сказал, что ему удалось воплотить «более прямолинейную, грубую панковскую агрессию в ещё не получившем названия хардкорном сайд-проекте, который я запустил. Так что это позволяет мне быть более странным и прогрессивным с Converge». Баллу считает три предыдущих альбома группы (Jane Doe, You Fail Me и No Heroes) трилогией в том, что касается их звучания, и надеется расширить свои музыкальные границы на Axe to Fall. Было отмечено, что песни в альбоме варьируются от «гудяще-долбящих» до атмосферных. Бэннон сказал, что этот альбом «не о том, чтобы быть настолько громким и злобным, насколько это возможно». Чувствуя, что 40-50 минут метал-хардкора для некоторых будут трудными, Converge использовали более мягкие композиции или «медленные джемы», например песни «Damages» и «Wretched World», чтобы перенести слушателя «в какие-то другие места».
В отличие от предыдущих альбомов Converge, песни в Axe to Fall не имеют центральной и последовательной лирической темы. Каждая песня задумывалась как «отдельная песня» о жизни Бэннона в период между этим альбомом и No Heroes. Бэннон сказал, что он использует свои тексты и Converge для того, чтобы «высказываться о вещах здоровым образом, чтобы он не был человеком, который излучает много негативной энергии». Вступительная композиция «Dark Horse» был написан о кончине близкого друга Бэннона и о том, как он погиб, пытаясь добиться успеха в качестве «аутсайдера».

## Художественное оформление
Дизайн обложки и буклета к альбому Axe to Fall был разработан Джейкобом Бэнноном. В буклете представлены различные иллюстрации к каждой песне альбома. Бэннон пытался создать образы, которые «заключали бы в себе часть эмоций каждой песни», в отличие от более буквальных образов, таких как избегание удара топором, буквально падающего на заглавную композицию. Он также экспериментировал с техникой, при которой одно изображение повторялось в кадре, но копии получались искажёнными или немного отличались друг от друга. Это можно было увидеть на обложке, где одно изображение женского профиля было искажено при повторении, а на некоторых копиях были видны зубы женщины, торчащие из щеки. Бэннон заявил, что для оформления обложки он «просто хотел создать что-то, что казалось бы неподвластным времени и как бы воплощало всю эмоциональную гамму альбома, что-то взрывное и мощное, но в то же время поэтичное и мягкое. Это могло бы выглядеть жестоко и красиво одновременно».

## Выпуск и продвижение
В августе 2009 года, за два месяца до выхода альбома, Converge сделали вступительную песню «Dark Horse» доступным на стриминговых потоках и бесплатного скачивания. Песня была отмечена как один из немногих, в котором не было приглашённых музыкантов, и получила очень положительную реакцию рецензентов. Заглавная композиция также была доступна для бесплатного скачивания в сентябре 2009 года. Весь альбом был доступен на стриминговых потоках за неделю до официальной даты релиза на странице Converge на MySpace. Axe to Fall был выпущен 19 октября 2009 года (Европа) и 20 октября 2009 года (США), лейблом Epitaph Records на CD и в цифровом формате. Виниловое издание альбома было выпущено на собственном независимом лейбле Джейкоба Бэннона Deathwish Inc. вскоре после выхода CD-версии.
В октябре 2009 года было выпущено музыкальное видео на заглавную песню альбома, снятое режиссёром Крейгом Мюрреем. В коротком видеоролике (продолжительностью 1:40) показаны мужчина и женщина, привязанные ремнями к машине, телевизор, на котором рождается биомеханическое существо, и несколько тревожных роликов между ними. Видео содержит анимацию стоп-кадра, на которую повлияли фильмы ужасов, и было названо «ужасающим», «вызывающим судороги», «кошмарным», «мучительным», и «отвратительным». Он был снят в Ронде, Испания, с целью создания «фильма, в котором мы видим цикл. В этом цикле мы рассмотрим идею создания нового, не приносящего удовольствия, и искусство сдерживания прогресса». Во время съёмок музыкального клипа Мюррей вдохновлялся такими режиссёрами и музыкантами, как Крисом Каннингэмом, Гаспаром Ноэ, Nine Inch Nails, а также фильмами «Звонок» 1998 года, «Заводной апельсин» и «Железо». 7 ноября видеоклип «Axe to Fall» дебютировал в музыкальной программе Headbangers Ball, посвящённой хэви-метал-музыке, на MTV2.

### Утечка в Интернет
4 октября 2009 года в Интернет просочилась предварительная версия альбома Axe to Fall с цифровыми водяными знаками. Водяной знак был связан с предварительной версией, предоставленной Шону Хэнду, сотруднику веб-сайта музыкальных новостей и обзоров MetalSucks.net. Converge опубликовали в Twitter'е несколько сообщений, касающихся утечки, одно из которых гласило: «Особая благодарность Шону Хэнду из Metal Sucks за утечку нашего альбома», а вскоре после этого в Twitter’е MetalSucks появилось ещё одно сообщение, в котором говорилось: «Получайте удовольствие от этого». Источник утечки информации об альбоме редко обнаруживается или объявляется публично. Метод борьбы Converge с утечкой своего альбома, названный Every Time I Die и Джейми Джастой «уличным правосудием», позволил избежать дорогостоящего судебного процесса, но всё же нанёс ущерб MetalSucks с помощью вирусной негативной рекламы. Сотрудники MetalSucks принесли официальные извинения, заявив, что утечка была совершенно непреднамеренной и стала первым инцидентом с момента создания веб-сайта. Далее они сказали: 

Мы также глубоко смущены и сожалеем. Мы бы никогда сознательно не предали доверие какой-либо группы или лейбла. И если вы следили за этим сайтом, то знаете, что мы большие поклонники Converge и их Axe to Fall. То, что это произошло с группой и альбомом, которые мы так высоко ценим, делает всё это особенно огорчающим для нас. <…> И, как бы то ни было, мы хотели бы ещё раз подчеркнуть, что считаем Axe to Fall потрясающим альбомом, за который СТОИТ ЗАПЛАТИТЬ, когда он выйдет 20 октября.— Аксель, Винс и все остальные в MetalSucks

### Гастроли
Первыми гастролями Converge в поддержку Axe to Fall стал тур Metalocalypse в конце 2009 года. Наряду с High on Fire, Converge выступили на разогреве у хедлайнеров Mastodon и Dethklok. Первый тур группы в качестве хедлайнеров в поддержку альбома начался в апреле 2010 года с участием Coalesce, Harvey Milk, Gaza, Lewd Acts и Black Breath. В первую неделю тура также были представлены группы Thursday и Touché Amoré. Converge начали европейский этап своего мировых гастролей в июле 2010 года с Kylesa, Gaza и Kvelertak. В рамках этих гастролей группа выпустила ограниченным тиражом 7-дюймовый виниловый сингл под названием «On My Shield», который был записан в период между гастролями в США и Европе.

## Коммерческий успех
Альбом Axe to Fall дебютировал на 74-й строчке Billboard 200 с 7400 проданными копиями за первую неделю, став самым кассовым альбомом Converge в Соединённых Штатах, пока его не превзошёл альбом 2012 года All We Love We Leave Behind. Axe to Fall также стал первым альбомом Converge, который не попал в чарт Billboard Top Heatseekers, в который входят 50 лучших альбомов, выпущенных группами, которые никогда не поднимались выше 100-го места в Billboard 200. К 4 ноября 2009 года было продано 10 487 копий альбома. Axe to Fall также появился в канадском Chart Magazine — еженедельном чарте, который собирает данные об эфирах различных канадских кампусных радиостанций, и достиг 42-й строчки в их чарте топ-50 альбомов и первой строчки в их чарте «Metal/Punk».

## Отзывы критиков
| Совокупная оценка | Совокупная оценка |
| Источник          | Оценка            |
| ----------------- | ----------------- |
| Metacritic        | 77/100            |
| Оценки критиков   |                   |
| Источник          | Оценка            |
| AbsolutePunk      | 90%               |
| AllMusic          | [ 58 ]            |
| Alternative Press | [ 59 ]            |
| Decibel           | 10/10             |
| Drowned in Sound  | 8/10              |
| Mammoth Press     | 10/10             |
| Pitchfork Media   | 8.5/10            |
| PopMatters        | [ 7 ]             |
| Rock Sound        | 9/10              |
| Sputnikmusic      | [ 64 ]            |

Axe to Fall был встречен положительными отзывами критиков. На сайте Metacritic, объединяющем обзоры, альбом получил 77 баллов из 100 на основе десяти рецензий, что указывает на «в целом благоприятный» приём. Это объясняется более широким спектром стилей, представленных в альбоме, многие рецензенты сочли Axe to Fall самым доступным альбомом Converge на сегодняшний день. В альбом вошли такие песни, как «думовая и нойзовая» «Worms Will Feed/Rats Will Feast», «пропитанная синт-шугейзом» песня «Wretched World» и «вдохновлённая Керри Кингом» соло на «Reap What You Sow» в дополнение к хардкорным песням, таким как «Effigy» и «Cutter». Эндрю Паркс из Decibel прокомментировал широкий диапазон звучания альбома, заявив, что «он обеспечивает идеальный баланс между сухими хардкорными песнями, которые перетекают друг в друга и колеблются на отметке 1:40 — и пост-метал-опусы, которые отражают экспериментальные импульсы Converge». Хуан Диниз из Mammoth Press отметил, что альбом получился действительно удачным, заявив, что «каждая композиция дополняет и уравновешивает предыдущий и последующий. И пропускать их было бы глупо, поскольку это сборник агрессии, разочарования, красоты и жестокости», и что альбом «требует, чтобы его воспринимали как единое целое». Космо Ли из Pitchfork Media назвал Converge «Чёрным флагом этого поколения», сравнив Axe to Fall с альбомом Black Flag 1984 года My War; Ли отметил, что в Converge абразивность сочетается с «более медленным, абстрактным сладжем», во многом похожим на то, как Black Flag смешали «молниеносные ровные доли и Black Sabbath» в My War. Несколько рецензентов сравнили Axe to Fall с высоко оценённым альбомом Converge 2001 года Jane Doe.
Axe to Fall также подвергся некоторой негативной критике. Джаред У. Диллон из Sputnikmusic, который ранее поставил No Heroes 4,5 балла из 5, поставил альбому 2,5 балла из 5, сославшись на своё отвращение к большому количеству приглашённых музыкантов. Диллон заявил, что у Converge «похоже, не хватает идей, поскольку они привлекли группу музыкантов, связанных с группой, для подмены на различных этапах записи», и задал риторический вопрос: «Зачем заменять группу на приличной части их нового альбома гораздо менее талантливыми, менее интересными музыкантами?». Он также раскритиковал более длинный и медленный «Wretched World». По сравнению с аналогичными ранее выпущенными песнями Converge («Grim Heart/Black Rose» с No Heroes и «Jane Doe» c Jane Doe), Диллон заявил, что песня «никогда ни к чему не приводит» и «заканчивается, казалось бы, как раз тогда, когда должна была начаться». Ноэль Гарднер из Drowned in Sound также не привёл в восторг две заключительных композиции Axe to Fall и выразил мнение, что «было бы лучше, если бы альбом заканчивался на 11-й песне». Джейсон Петтигрю из Alternative Press раскритиковал как тексты, так и общее звучание Axe to Fall как слишком знакомое, когда он «мог бы быть более чуждым», и это «во многих аспектах, Converge выбрали путь, по которому больше всего ходило большинство участников на Axe to Fall».

### Номинации
Axe to Fall фигурировал в нескольких списках лучших альбомов 2009 года, составленных критиками. Знак «—» означает, что список составлен в произвольном порядке, и Axe to Fall не попал в числовой рейтинг.
| Публикация    | Страна         | Номинация                                | Год  | Позиция |
| ------------- | -------------- | ---------------------------------------- | ---- | ------- |
| Terrorizer    | Великобритания | Top 40 Albums of the Year 2009           | 2009 | 1       |
| Rock Sound    | Великобритания | Top 75 Albums of 2009                    | 2009 | 2       |
| Decibel       | США            | Top 40 Extreme Albums of 2009            | 2009 | 2       |
| Noisecreep    | США            | Top 10 Albums of 2009                    | 2009 | —       |
| CMU           | Великобритания | Top 10 Albums of 2009                    | 2009 | —       |
| The A.V. Club | США            | Top 25 Albums of 2009                    | 2009 | 8       |
| The Skinny    | Шотландия      | Top 10 Albums of 2009                    | 2009 | 6       |
| Sputnikmusic  | США            | Staff Picks: Top 50 Albums of 2009       | 2009 | 5       |
| Revolver      | США            | The 20 Best Albums of 2009               | 2009 | 4       |
| BBC           | Великобритания | Best Albums of 2009 — Rock & Indie       | 2009 | 8       |
| Metacritic    | Международно   | Best Reviews Albums of 2009              | 2009 | 13      |
| AllMusic      | США            | AllMusic’s Favorite Metal Albums of 2009 | 2009 | —       |
| PopMatters    | США            | The Best 60 Albums of 2009               | 2009 | 59      |
| PopMatters    | США            | The Best Metal Albums of 2009            | 2009 | 3       |
| Stereogum     | США            | Top 30 Metal Albums of 2009              | 2009 | 1       |
| NPR           | США            | Top Metal Albums of 2009                 | 2009 | 5       |

## Список композиций
Все тексты написаны Джейкобом Бэнноном, вся музыка написана группой Converge (за исключением отмеченных).
| №                   | Название                          | Музыка                                                                           | Приглашённые музыканты                                                                | Длительность |
| ------------------- | --------------------------------- | -------------------------------------------------------------------------------- | ------------------------------------------------------------------------------------- | ------------ |
| 1.                  | «Dark Horse»                      |                                                                                  |                                                                                       | 2:54         |
| 2.                  | «Reap What You Sow»               |                                                                                  | Шон Мартин                                                                            | 2:39         |
| 3.                  | «Axe to Fall»                     |                                                                                  | Джордж Хирш                                                                           | 1:41         |
| 4.                  | «Effigy»                          | Converge, Стив Бродски, Джон-Роберт Коннорс, Адам Макграт                        | Стив Бродски, Джон-Роберт Коннорс, Адам Макграт                                       | 1:42         |
| 5.                  | «Worms Will Feed/Rats Will Feast» |                                                                                  |                                                                                       | 5:52         |
| 6.                  | «Wishing Well»                    |                                                                                  | Уффе Седерлунд                                                                        | 2:49         |
| 7.                  | «Damages»                         |                                                                                  | Тривикрама Дас                                                                        | 4:26         |
| 8.                  | «Losing Battle»                   |                                                                                  |                                                                                       | 1:46         |
| 9.                  | «Dead Beat»                       |                                                                                  |                                                                                       | 2:36         |
| 10.                 | «Cutter»                          |                                                                                  | Джон Петтибоун                                                                        | 1:40         |
| 11.                 | «Slave Driver»                    |                                                                                  |                                                                                       | 2:48         |
| 12.                 | «Cruel Bloom»                     | Converge, Стив Вон Тилл                                                          | Эйми Аргот, "The Rodeo", Крис Тейлор, Стив Вон Тилл                                   | 4:01         |
| 13.                 | «Wretched World»                  | Converge, Джон-Роберт Коннорс, Гамильтон Джордан, Муки Сингерман, Майкл Сочински | Джон-Роберт Коннорс, Брэд Фикейзен, Гамильтон Джордан, Муки Сингерман, Майкл Сочински | 7:10         |
| Общая длительность: | Общая длительность:               | Общая длительность:                                                              | Общая длительность:                                                                   | 42:04        |

## Участники записи[84]
| Converge - Джейкоб Бэннон — вокал, тексты песен - Курт Баллу — гитара, вокал, фортепиано, глокеншпиль, саксофон - Нейт Ньютон — бас-гитара, бэк-вокал - Бен Коллер — ударные, перкуссия Производственный персонал - Курт Баллу — продюсер, звукоинженер, сведение - Алекс Гарсия-Ривера — барабанный техник - Фред Эстби — дополнительный продюсер - Джош Пеннер — дополнительный продюсер - Аслак — дополнительный продюсер - Джонатан Фуллер — дополнительный продюсер - Джефф Кейн — дополнительный продюсер - Стив Вон Тилл — дополнительный продюсер - Алан Душес — мастеринг Художественное оформление - Джейкоб Бэннон — художественное оформление, дизайн и иллюстрации | Приглашённые музыканты - Шон Мартин (экс-Hatebreed, Cage) — соло-гитара, бэк-вокал в «Reap What You Sow» - Джордж Хирш (Blacklisted) — бэк-вокал на «Axe to Fall» - Стивен Бродский (Cave In) — соло-гитара в «Effigy» - Адам Макграт (Cave In) — гитара в «Effigy» - Джон-Роберт Коннерс (Cave In, Doomriders) — ударные на «Effigy» и «Wretched World» - Уффе Седерлунд (Disfear, экс-Entombed) — соло-гитара, бэк-вокал в «Wishing Well» - Тим «Тривикрама Даса» Коэн (108) — соло-гитара в «Damages» - Джон Петтибоун (Undertow, Himsa) — бэк-вокал в «Cutter» - Стив Вон Тилл (Neurosis) — ведущий вокал в «Cruel Bloom» - Эйми Аргот (Des Ark) — бэк-вокал в «Cruel Bloom» - «The Rodeo» — бэк-вокал в «Cruel Bloom» - Крис Тейлор (Pygmy Lush, Pg. 99) — бэк-вокал в «Cruel Bloom» - Муки Сингерман (Genghis Tron) — ведущий вокал, клавишные в «Wretched World» - Гамильтон Джордан (Genghis Tron) — гитара в «Wretched World» - Майкл Сочински (Genghis Tron) — клавишные в «Wretched World» - Брэд Фикейзен (The Red Chord) — ударные в «Wretched World» |

## Чарты
| Чарт (2009 г.)                   | Позиции в чарте |
| -------------------------------- | --------------- |
| Япония Japanese Album Chart      | 106             |
| Великобритания UK Albums Chart   | 196             |
| США Billboard 200                | 74              |
| США Billboard Hard Rock Albums   | 12              |
| США Billboard Independent Albums | 8               |
| США Billboard Rock Albums        | 33              |